# Музыкальная филателия

«Символы науки и искусства» — первая советская марка с музыкальной символикой (изображением нот, лиры и других музыкальных инструментов) из 2-го стандартного выпуска РСФСР, которая была использована для дизайна первого номера журнала «Филателия СССР» (№ 1, 1966)

Тема музыки в филателии составляет одно из направлений тематического коллекционирования почтовых марок и других филателистических материалов, посвящённых различным видам музыкального искусства, композиторам, дирижёрам, музыкантам, певцам, музыкальным произведениям, театрам, коллективам, учебным заведениям и т. д.

## Разделы музыкальной филателии
В 1983 году в СССР была опубликована книга филателиста и музыканта Михаила Вульфа «Музыкальная тематика в филателии». В ней было дано описание почтовых выпусков Советского Союза, относящихся к этой теме, а также отдельных зарубежных эмиссий, имеющих непосредственное отношение к истории музыкальной культуры на территории бывшего СССР.
При этом весь изданный к тому времени филателистический материал — почтовые марки, маркированные конверты, односторонние почтовые карточки, специальные штемпели и некоторые двусторонние карточки — был разделён на четыре группы по сюжетно-тематическому признаку:
1. Музыка (вид искусства, музицирование, музыкальные инструменты, музыкальные произведения).
2. Деятели музыкальной культуры (общественно-музыкальные деятели, профессиональные музыканты, режиссёры и сценографы музыкальных спектаклей, авторы текстов, либретто и сюжетов музыкальных произведений).
3. Музыкальные коллективы и учреждения (хоры, оркестры, театры, концертные организации, учебные заведения и т. п.).
4. События музыкальной жизни (съезды, конкурсы, фестивали, смотры, премьеры и т. п.).

Конверты с оригинальной маркой России, посвящённые композиторам. Художник Ю. Арцименев
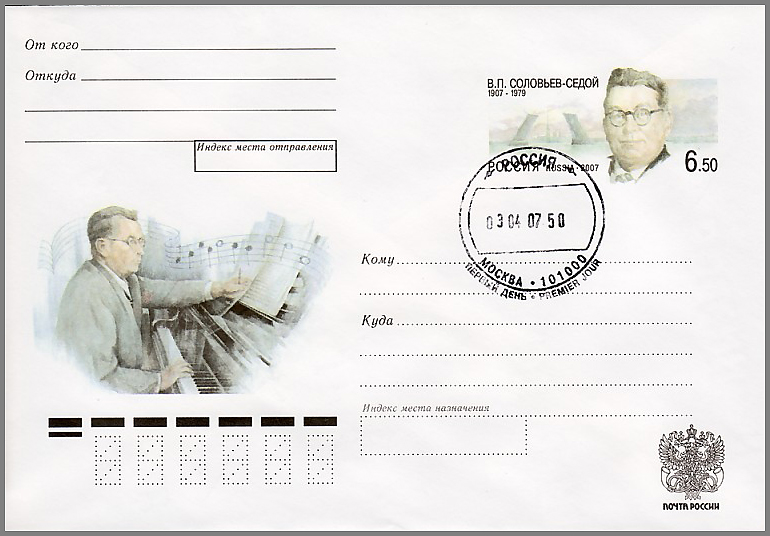
«100 лет со дня рождения В. П. Соловьёва-Седого», 2007 (СК #164). Гашение первого дня: Москва, отделение связи 101000, 03.04.2007
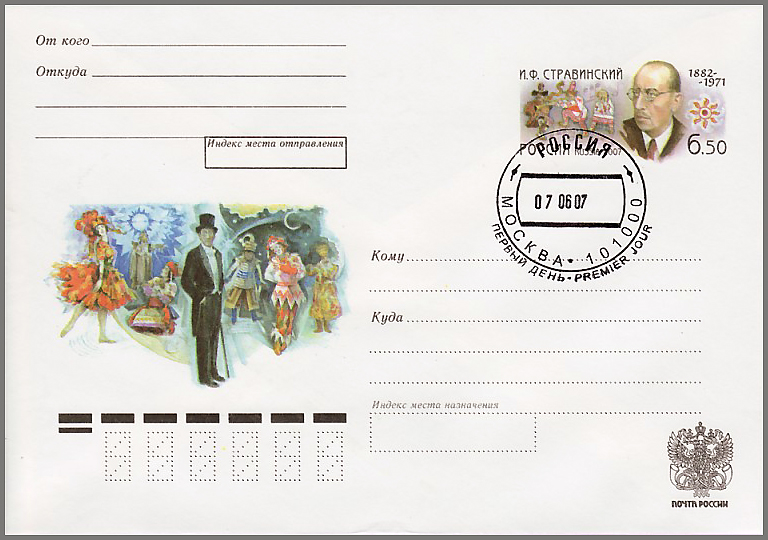
«125 лет со дня рождения И. Ф. Стравинского, композитора и дирижёра»,  2007 (СК #166). Гашение первого дня: Москва, отделение связи 101000, 07.06.2007

## Филателистические объединения
С 1969 года существует международная ассоциация музыкальной филателии — Philatelic Music Circle, которая была организована в Великобритании и проводит награждения создателей лучших марок года на музыкальную тему Премией Роберта Штольца (1980—1997) и Премией Иегуди Менухина (с 2001 года по настоящее время).
Кроме того, в Германии создана Группа по музыкальной тематике в филателии (нем. Motivgruppe Musik e.V.).

Примеры почтовых миниатюр разных стран на музыкальную тему
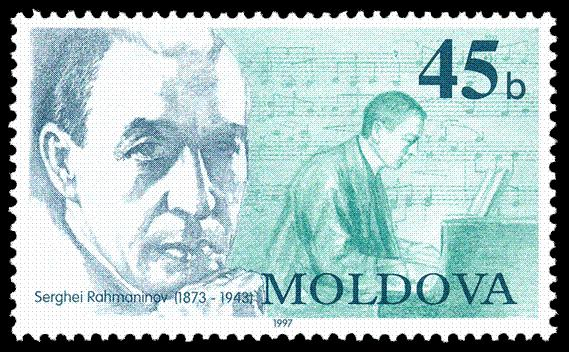
Сергей Рахманинов на марке Молдавии (1997). Художник Е. Караченцева
 (Mi #227; Sc #234)
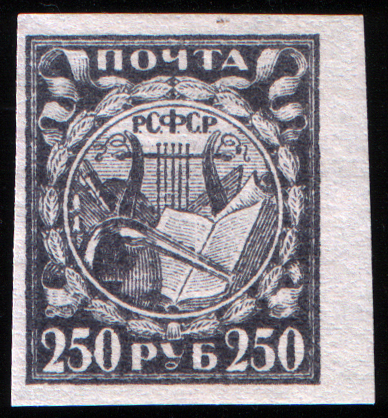
Марка 2-го стандартного выпуска РСФСР «Символы науки и искусства» (1921). Художник Г. Рейндорф (ЦФА [АО «Марка»] № 10)
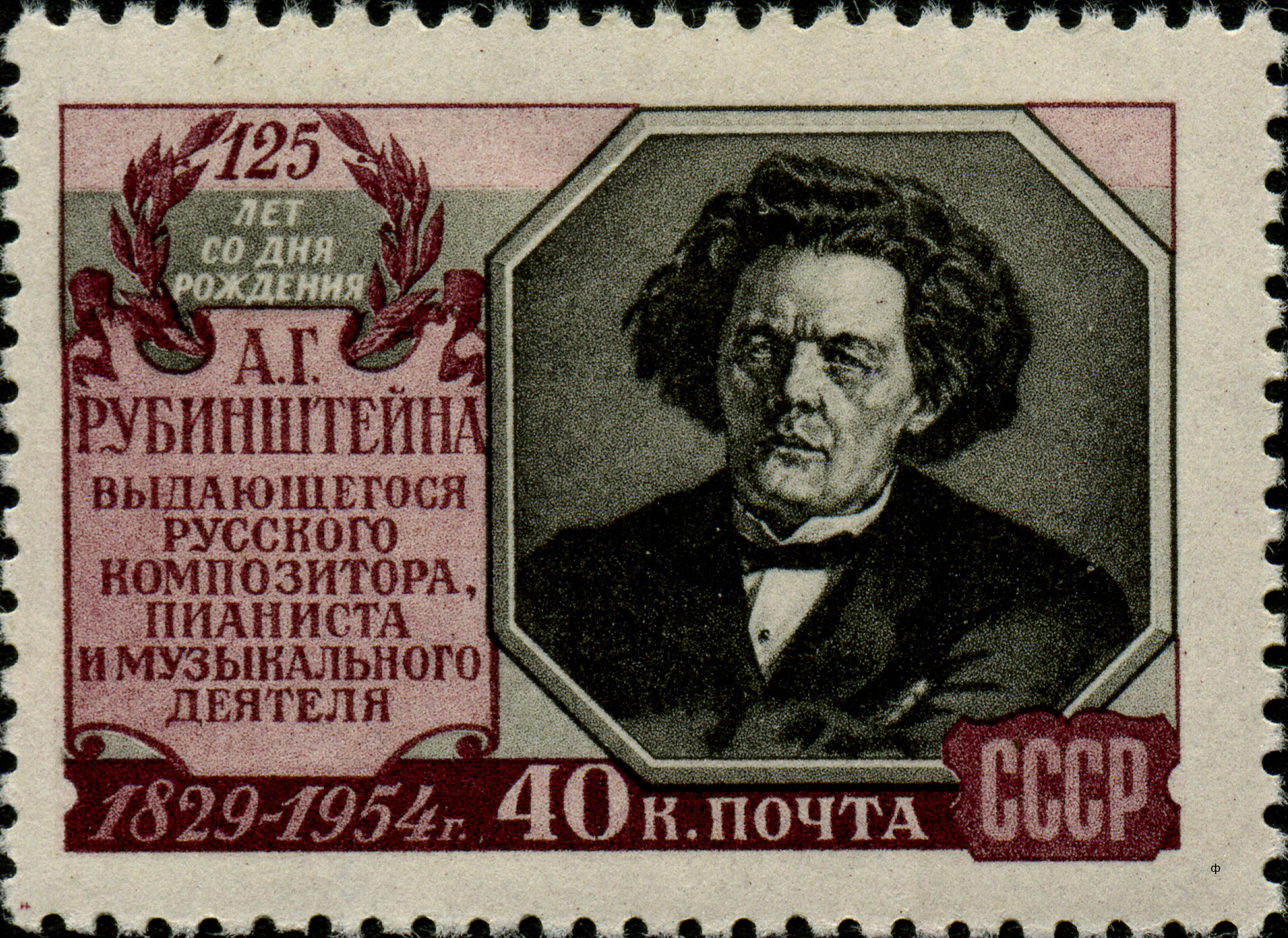
Марка СССР (1954): 125-летие со дня рождения композитора Антона Рубинштейна. Художник В. Завьялов (ЦФА [АО «Марка»] № 1799)

## В культуре

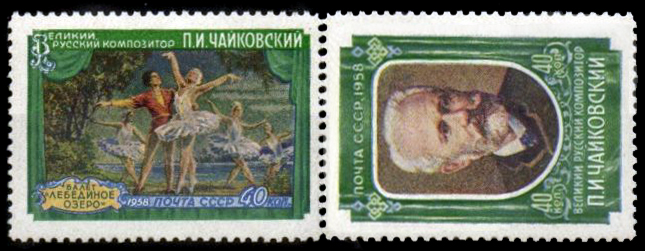
Марки СССР (1958): Международный конкурс имени П. И. Чайковского в Москве (куше)

Kомпозитор-филателист Роберт Штольц сочинил «Филателистический вальс», который посвящён филателистам всего мира и исполняется на филателистических мероприятиях. Ноты вальса помещены на почтовой марке Сан-Марино, приуроченной к 100-летию со дня рождения композитора (Mi #1219; Sc #994).
В современной популярной музыке темы филателии касался в своём творчестве композитор и автор-исполнитель Владимир Рацкевич. Ему принадлежит песня «Филателия», записанная им в сольном альбоме «Песни» (1989).
Термин «музыкальная филателия» может также неконтекстно использоваться в музыкальной журналистике.

## Интересные факты

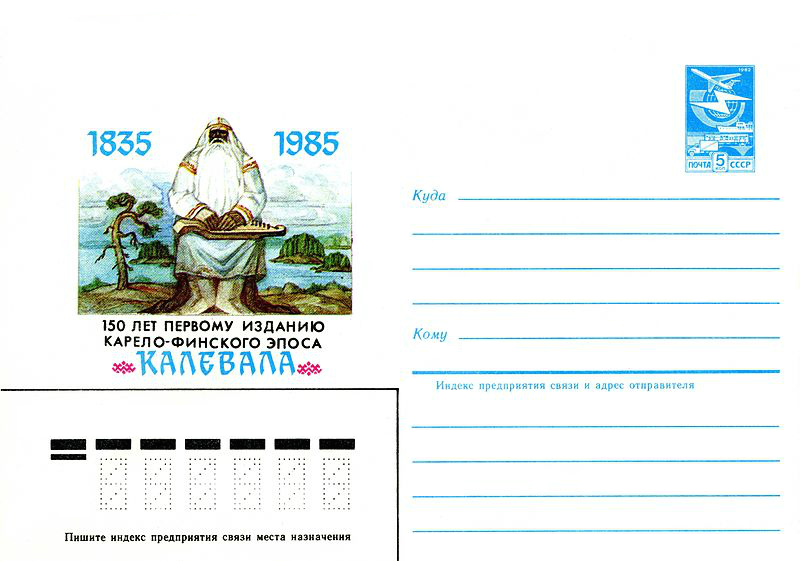
Художественный маркированный конверт СССР (1984): 150 лет первому изданию карело-финского эпоса «Калевала». На рисунке — правильное изображение инструмента кантеле

- В 1958 году на советской марке, посвящённой I Международному конкурсу имени П. И. Чайковского, художником С. Поманским была запечатлена сцена из балета «Лебединое озеро», хотя этот вид музыкально-сценического искусства никогда не был представлен в программе конкурса[3].
- Почтовая миниатюра СССР 1972 года в честь певца, народного артиста РСФСР Л. В. Собинова первоначально сопровождалась ошибочным текстом «Народный артист СССР». Марку выпустили с исправленным званием, уничтожив тираж с ошибкой, но несколько экземпляров сохранились и считаются редкостью[3].
- В 1985 году в Советском Союзе были подготовлены марка, штемпель и конверт первого дня к 150-летию первого издания карело-финского эпоса «Калевала». На марке и штемпеле автор А. Толкачёв по ошибке сделал зеркальное изображение национального музыкального инструмента кантеле, хотя на конверте первого дня инструмент был нарисован правильно, как и на художественном маркированном конверте, изданном годом раньше. Рисунок исполнителя на кантеле на российском конверте 1994 года, выходившего в память о карело-финском рунопевце А. Перттунене (художник И. Мартынов), также имеет подвох: играющий на инструменте старец держит его задом наперёд[3].

- Музыкальные «ошибки» встречаются также на некоторых художественных конвертах СССР:
  - 1934 (рекламный конверт) и 1964 — четыре струны на балалайке вместо трёх.
  - Середина 1970-х годов — серия из 15 конвертов «Музыкальные инструменты из коллекции музея М. И. Глинки» (художник А. Калашников). Многие из инструментов, представленных на конвертах, не хранятся в музее.
  - 1978 — конверт в честь эстонского революционера и музыканта Эдуарда Сырмуса (художник П. Бендель). Скрипка на рисунке имеет шесть колков вместо четырёх[3].
- Бутан и Катар выпускали почтовые марки в виде маленьких виниловых грампластинок, на которых были записаны песни.